# 弗拉基米尔·福尔托夫
弗拉基米尔·叶夫根尼耶维奇·福尔托夫（俄語：Владимир Евгеньевич Фортов，1946年1月23日—2020年11月29日），俄罗斯物理学家，曾任俄罗斯科学院院长。

## 生平
1946年1月23日生于莫斯科州诺金斯克。母亲是一名中学历史教师，父亲是一名机械工程师。1962年中学毕业后入读莫斯科物理技术学院大气物理与空间技术系。1968年以优异成绩毕业于空气动力学专业，被保送为同系的研究生。1971年以《关于核动力火箭发动机研究》获副博士学位。1976年以《等离子物理与强冲击波物理学研究》获全博士学位。1971年10月至1986年5月，他在莫斯科州东北部切尔诺戈洛夫卡的苏联科学院化学物理研究所（现俄罗斯科学院化学物理问题研究所）从事科研工作。1982年晋升教授。
1987年，他当选为苏联科学院物理和动力工程学部通讯院士。1991年当选俄罗斯科学院院士。1992年至2007年，担任俄罗斯科学院国家极端热物理研究所所长。2007年后，担任俄罗斯科学院高温联合研究所所长。1993年至1997年，担任俄罗斯基础研究基金会主席。1996年至2001年，担任俄罗斯科学院副院长。1996年8月至1998年3月，担任俄罗斯国家科学技术委员会主席（后改称科学技术部长）。1996年8月至1997年3月兼任副总理。
2013年5月，俄罗斯科学院召开全体大会选举新任院长。福尔托夫在第一轮投票选举中以超过半数的776票击败另两位候选人（诺贝尔物理学奖得主若列斯·阿尔费罗夫和亚历山大·涅基佩洛夫）当选院长。2017年3月，他再次被提名为院长候选人。但出乎意料的是，在选举前一天所有候选人都退出选举。3月22日，他以身体原因卸任院长职务，由瓦列里·科兹洛夫担任代理院长。
2020年11月29日逝世，他曾患有2019冠状病毒病。